# Liste des pays ayant l'espagnol pour langue officielle

Pays où l'espagnol est langue officielle, en rouge seule langue officielle, en bleu avec une autre ou d'autres.

L'espagnol (español), également appelé castillan (castellano), est langue officielle, seule ou non, de vingt-et-un pays membres de l'ONU. Ces pays sont l'Espagne et d'anciennes colonies, en Amérique ou en Guinée, de l'Empire espagnol.
La population totale des vingt-et-un pays ayant l'espagnol pour langue officielle est de 475 millions d'habitants en 2019 (+ 11 millions d'habitants par rapport à 2016), ce qui représente le 5e espace linguistique au monde après ceux de l'anglais, du chinois, du hindi et du français, et devant ceux de l'arabe et du portugais.

## L'espagnol langue officielle
La liste ci-dessous indique les États ou territoires ayant l'espagnol comme langue officielle, de jure ou de facto.
| No    | Pays                                              | Région            | Autres langues officielles                                                  | Autres langues                    | Population (est. 2017) | Hispanophones (est. 2016) | %     |
| ----- | ------------------------------------------------- | ----------------- | --------------------------------------------------------------------------- | --------------------------------- | ---------------------- | ------------------------- | ----- |
| 1     | Mexique (« langue nationale »)                    | Amérique du Nord  | langues indigènes (« langues nationales »)                                  | Langues au Mexique                | 130 223 000            | 126 393 803               | 98 %  |
| 2     | Colombie                                          | Amérique du Sud   |                                                                             | Langues en Colombie               | 49 068 000             | 48 264 768                | 99 %  |
| 3     | Espagne                                           | Europe            | catalan, galicien, basque, occitan (langues officielles au niveau régional) | Langues en Espagne                | 46 070 000             | 42 232 392                | 92 %  |
| 4     | Argentine                                         | Amérique du Sud   |                                                                             | Langues en Argentine              | 44 272 000             | 43 583 918                | 99 %  |
| 5     | Pérou                                             | Amérique du Sud   | quechua et aymara                                                           | Langues au Pérou                  | 32 166 000             | 27 548 058                | 87 %  |
| 6     | Venezuela                                         | Amérique du Sud   | langues indigènes (officielles au niveau local)                             | Langues au Venezuela              | 31 926 000             | 31 140 772                | 99 %  |
| 7     | Chili                                             | Amérique du Sud   |                                                                             | Langues au Chili                  | 18 313 000             | 18 005 076                | 99 %  |
| 8     | Guatemala                                         | Amérique centrale |                                                                             | Langues au Guatemala              | 17 005 000             | 14 405 472                | 86 %  |
| 9     | Équateur                                          | Amérique du Sud   | kichwa et shuar (« langues de relations interculturelles »)                 | Langues en Équateur               | 16 626 000             | 16 073 685                | 98 %  |
| 10    | Cuba                                              | Caraïbes          |                                                                             | Langues à Cuba                    | 11 390 000             | 11 324 642                | 99 %  |
| 11    | Bolivie                                           | Amérique du Sud   | 36 langues indigènes                                                        | Langues en Bolivie                | 11 053 000             | 9 570 552                 | 88 %  |
| 12    | République dominicaine                            | Caraïbes          |                                                                             | Langues en République dominicaine | 10 767 000             | 10 499 914                | 99 %  |
| 13    | Honduras                                          | Amérique centrale |                                                                             | Langues au Honduras               | 8 305 000              | 8 108 100                 | 99 %  |
| 14    | Paraguay                                          | Amérique du Sud   | guarani                                                                     | Langues au Paraguay               | 6 812 000              | 4 673 875                 | 70 %  |
| 15    | Nicaragua                                         | Amérique centrale |                                                                             | Langues au Nicaragua              | 6 218 000              | 5 965 500                 | 97 %  |
| 16    | Salvador                                          | Amérique centrale |                                                                             | Langues au Salvador               | 6 167 000              | 6 127 562                 | 100 % |
| 17    | Costa Rica                                        | Amérique centrale |                                                                             | Langues au Costa Rica             | 4 906 000              | 4 818 144                 | 99 %  |
| 18    | Panama                                            | Amérique centrale |                                                                             | Langues au Panama                 | 4 051 000              | 3 934 140                 | 99 %  |
| 19    | Porto Rico                                        | Caraïbes          | anglais                                                                     | Langues à Porto Rico              | 3 679 000              | 3 636 828                 | 99 %  |
| 20    | Uruguay                                           | Amérique du Sud   |                                                                             | Langues en Uruguay                | 3 457 000              | 3 406 116                 | 99 %  |
| 21    | Guinée équatoriale                                | Afrique           | français, portugais                                                         | Langues en Guinée équatoriale     | 894 000                | 787 350                   | 91 %  |
|       |                                                   |                   |                                                                             |                                   |                        |                           |       |
|       | États-Unis - Californie - Nouveau-Mexique - Texas | Amérique du Nord  |                                                                             | Langues aux États-Unis            |                        |                           |       |
| Total | Total                                             | Total             | Total                                                                       | Total                             | 463 368 000            | 440 500 667               | 96 %  |

## Pays dans lesquels l'espagnol est couramment utilisé mais pas officiel
| No    | Pays               | Région            | Langues officielles | Autres langues           | Population (est. 2015) | Hispanophones (est. 2015) | %    |
| ----- | ------------------ | ----------------- | ------------------- | ------------------------ | ---------------------- | ------------------------- | ---- |
| 1     | Maroc              | Afrique du Nord   |                     | Langues au Maroc         | 35 000 000             | 7 000 000                 | 5 %  |
| 2     | Belize             | Amérique centrale |                     | Langues au Belize        | 359 000                | 173 597                   | 52 % |
| 3     | Curaçao            | Caraïbes          |                     | Langues à Curaçao        | 157 000                | 75 360                    | 48 % |
| 4     | Aruba              | Caraïbes          |                     | Langues à Aruba          | 104 000                | 13 710                    | 13 % |
| 5     | Andorre            | Europe            |                     | Langues en Andorre       | 70 000                 | 30 715                    | 44 % |
| 6     | Gibraltar          | Europe            |                     | Langues à Gibraltar (en) | 29 185                 | 23 857                    | 81 % |
| 7     | Pays-Bas caribéens | Caraïbes          |                     |                          | 25 000                 | 10 699                    | 43 % |
| Total | Total              | Total             | Total               | Total                    | 747 000                | 228 721                   | 31 % |